# Capitaine Phillips
Pour plus de détails, voir Fiche technique et Distribution.
Capitaine Phillips (Captain Phillips) est un film américain réalisé par Paul Greengrass et sorti en 2013. L'histoire est basée sur la prise d'otages du Maersk Alabama survenue en 2009 au large de la Somalie.

## Synopsis
En avril 2009, un esquif embarquant quatre pirates somaliens, aborde, après une première tentative ratée, le porte-conteneurs américain MV Maersk Alabama qui navigue au large de la corne d'Afrique. L'équipage se cache dans la salle des machines et parvient à rendre le bateau inopérable. Le chef des pirates part à sa recherche mais se fait neutraliser. Cependant, les trois autres pirates à bord détiennent le capitaine. Un marché est alors conclu : les pirates qui ont perdu leur esquif peuvent repartir dans le canot de survie et avec trente mille dollars en liquide. Mais au moment de l'échange du chef des pirates contre le capitaine, ce dernier se fait piéger dans le canot : il est de nouveau pris en otage. Le porte-conteneurs se met à suivre le canot, rejoint plus tard par un navire de la marine de guerre des États-Unis. Les preneurs d'otages espèrent atteindre la côte de la Somalie. Une équipe SEAL (des forces spéciales de la marine américaine) arrive à son tour, et prend la direction de l'opération. Le chef des pirates monte alors sur un navire de la Navy pour négocier. Pendant ce temps, des tireurs d'élite attendent d'avoir la possibilité d'abattre les trois pirates restants en même temps. Lorsque l'occasion se présente, l'ordre de tirer est donné. Les trois pirates s'écroulent, le capitaine est rapatrié sur le navire militaire, le chef des pirates est arrêté.

## Fiche technique
- Titre original : Captain Phillips
- Titre français : Capitaine Phillips
- Réalisation : Paul Greengrass
- Scénario : Billy Ray, d'après A Captain's Duty: Somali Pirates, Navy SEALS, and Dangerous Days at Sea de Richard Phillips
- Musique : Henry Jackman
- Direction artistique : Philip Messina
- Décors : Paul Richards
- Costumes : Mark Bridges
- Photographie : Barry Ackroyd
- Montage : Christopher Rouse
- Production : Michael De Luca et Scott Rudin
- Sociétés de production : Trigger Street Productions (en), Michael De Luca Productions et Scott Rudin Productions
- Sociétés de distribution : Columbia Pictures (États-Unis), Sony Pictures Releasing (France)
- Effets spéciaux : Double Negative, Nvizible, Proof, Peanut FX et Spectrum Effects
- Budget : 55 000 000 $
- Pays de production :  États-Unis
- Langue originale : anglais
- Format : couleur - 35 mm - 2,35:1
- Genre : thriller, drame
- Durée : 134 minutes
- Dates de sortie : 
  - Royaume-Uni : 9 octobre 2013 (festival de Londres)
  - États-Unis : 11 octobre 2013 (festival de New York)
  - Japon : 17 octobre 2013 (festival de Tokyo)
  - France : 20 novembre 2013
- Classification[1] :
  - États-Unis : PG-13
  - France : tous publics avec avertissement

## Distribution
|           |  |                                                |
| Tom Hanks |  | Richard Phillips (a droite), le vrai capitaine |

- Tom Hanks (VF : Jean-Philippe Puymartin ; VQ : Bernard Fortin) : le capitaine Richard Phillips
- Barkhad Abdi (VF : Diouc Koma ; VQ : Martin Desgagné) : Abduwali Muse
- Faysal Ahmed (en) (VF : Jean-Baptiste Anoumon ; VQ : Gabriel Lessard) : Najee
- Michael Chernus (VF : Jérôme Rebbot ; VQ : Guillaume Cyr) : Shane Murphy
- Yul Vazquez (VF : Jérôme Keen ; VQ : Daniel Picard) : le capitaine Frank Castellano (en)
- Barkhad Abdirahman (VQ : Kevin Raymond-Jean) : Bilal
- Catherine Keener (VQ : Nathalie Coupal) : Andrea Phillips
- David Warshofsky (VQ : Yves Soutière) : Mike Perry
- Corey Johnson (VF : Stéphane Bazin ; VQ : Antoine Durand) : Ken Quinn
- Mahat M. Ali (VQ : Maël Davan-Soulas) : Elmi
- Max Martini (VF : Jean-François Aupied ; VQ : Paul Sarrasin) : le commandant des SEAL
- Chris Mulkey (VF : Jean-Bernard Guillard ; VQ : Manuel Tadros) : John Cronan
- Angus MacInnes : un membre de l'équipage

Source et légende : version française (VF) sur RS Doublage et AlloDoublage ; version québécoise (V Q) sur Doublage Québec

## Production
Le film a été tourné au large du Maroc[réf. nécessaire].

## Accueil

### Box-office
| Pays ou région    | Box-office      | Date d'arrêt du box-office | Nombre de semaines |
| ----------------- | --------------- | -------------------------- | ------------------ |
| États-Unis Canada | 107 100 855 USD | 2 mars 2014                | 21                 |
| France            | 446 023 entrées | 21 mai 2013                | 7                  |
| Monde             | 218 791 811 USD |                            |                    |

## Distinctions

### Récompenses
- American Film Institute Awards 2013 : top 10 des meilleurs films de l'année
- Indiana Film Journalists Association Awards 2013 : meilleur acteur dans un second rôle pour Barkhad Abdi
- San Diego Film Critics Society Awards 2013 : meilleur montage
- Festival international du film de Palm Springs 2014 : Chairman's Award pour Tom Hanks
- London Film Critics Circle Awards 2014 : acteur de l'année dans un second rôle pour Barkhad Abdi
- Writers Guild of America Awards 2014 : meilleur scénario adapté pour Billy Ray
- British Academy Film Award du meilleur acteur dans un second rôle 2014 pour Barkhad Abdi
- American Cinema Editors Awards 2014 : meilleur montage d'un film dramatique
- Motion Picture Sound Editors Awards 2014 : meilleur montage son de dialogue

### Nominations et sélections
- Festival du film de Londres 2013 : Gala d'ouverture
- Festival du film de New York 2013
- Washington D.C. Area Film Critics Association Awards 2013 : meilleur scénario adapté pour Billy Ray
- British Academy Film Awards 2014 :
  - Meilleur film
  - Meilleur réalisateur pour Paul Greengrass
  - Meilleur acteur pour Tom Hanks
  - Meilleur acteur dans un second rôle pour Barkhad Abdi
  - Meilleur scénario adapté pour Billy Ray
  - Meilleure photographie pour Barry Ackroyd
  - Meilleur montage pour Christopher Rouse
  - Meilleur son pour Chris Burdon, Mark Taylor, Mike Prestwood Smith, Chris Munro et Oliver Tarney
  - Meilleure musique de film pour Henry Jackman
- Critics' Choice Movie Awards 2014 :
  - Meilleur film
  - Meilleur réalisateur pour Paul Greengrass
  - Meilleur acteur pour Tom Hanks
  - Meilleur acteur dans un second rôle pour Barkhad Abdi
  - Meilleur scénario adapté pour Billy Ray
  - Meilleur montage pour Christopher Rouse
- Golden Globes 2014 :
  - Meilleur film dramatique
  - Meilleur réalisateur pour Paul Greengrass
  - Meilleur acteur dans un film dramatique pour Tom Hanks
  - Meilleur acteur dans un second rôle pour Barkhad Abdi
- Oscars du cinéma 2014 :
  - Meilleur film
  - Meilleur acteur dans un second rôle pour Barkhad Abdi
  - Meilleur scénario adapté pour Billy Ray
  - Meilleur montage pour Christopher Rouse
  - Meilleur montage de son pour Oliver Tarney
  - Meilleur mixage de son pour Chris Burdon, Mark Taylor, Mike Prestwood Smith et Chris Munro
- Satellite Awards 2014 :
  - Meilleur film
  - Meilleur réalisateur pour Paul Greengrass
  - Meilleur acteur pour Tom Hanks
  - Meilleur scénario adapté pour Billy Ray
  - Meilleur son
- Screen Actors Guild Awards 2014 :
  - Meilleur acteur pour Tom Hanks
  - Meilleur acteur dans un second rôle pour Barkhad Abdi

## Différences avec la réalité historique
Selon certains membres d'équipage du Maersk Alabama, le film n'est pas fidèle à la réalité et Phillips n'est pas le héros décrit par le film.
Contrairement à ce qui est montré, c'est le chef ingénieur Mike Perry qui aurait organisé la résistance contre les pirates,.